# Cornhill Magazine

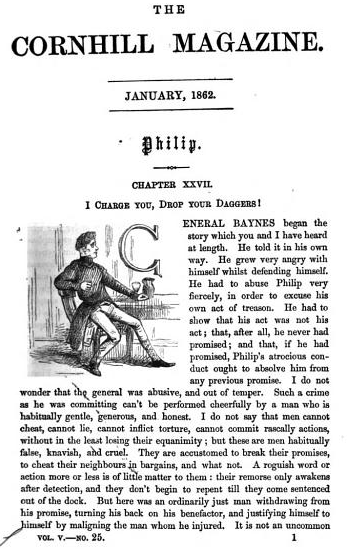
Een pagina uit de editie van januari 1862

The Cornhill Magazine was een Engels literair tijdschrift dat verscheen tussen 1860 en 1975.
Het blad werd opgericht door George Murray Smith van de mede door hem geleide uitgeverij Smith, Elder & Co. De titel van de uitgave verwijst naar de Londense straat Cornhill waar het bedrijf was gevestigd.
The Cornhill Magazine, vaak kortweg Cornhill genoemd, bevatte artikelen over diverse onderwerpen, maar richtte zich met name op de literaire wereld via de publicatie van kritieken, recensies, essays en vooral, zoals gebruikelijk in de 19e eeuw, het in feuilletonvorm opnemen van nieuwe romans, vaak voorzien van illustraties. De eerste redacteur van het tijdschrift was de romanschrijver William Makepeace Thackeray. Het idee van de uitgever was om mee te liften op het succes van het gelijkaardige blad All the Year Round, dat Charles Dickens in 1859 had opgestart als opvolger van zijn blad Household Words. Dickens was Thackerays literaire rivaal, en men hoopte wat van diens lezerskring over te kunnen nemen.
De uitgave van het maandblad, dat voor de prijs van 1 shilling van de hand ging, was een doorslaand succes: de oplage bedroeg in het begin meer dan 100.000 exemplaren, een ongekend aantal voor die tijd.
Vele nieuwe romans vonden op deze manier hun weg naar de lezers, onder meer van Thackeray zelf, en verder van onder anderen Anthony Trollope, Elizabeth Gaskell, George Eliot, Thomas Hardy, Henry James, Wilkie Collins en John Ruskin. Het blad publiceerde ook dichtwerk van onder anderen Alfred Tennyson, Matthew Arnold en Robert Browning. De illustraties waren vaak van gerenommeerde kunstenaars als George du Maurier, Edwin Landseer, Frederic Leighton, Frederick Sandys en John Everett Millais.
In 1871 werd de redactie van het tijdschrift overgenomen door Thackerays schoonzoon Leslie Stephen. De oplage nam geleidelijk af, hoewel de kwaliteit bleef gehandhaafd. Bij Stephens aantreden was het aantal verkochte exemplaren teruggelopen tot ongeveer 20.000 en bij zijn vertrek in 1882 tot ongeveer 12.000, nog altijd een respectabel aantal voor een literair blad. De Victoriaanse preutsheid speelde het blad echter parten. Zo werd bijvoorbeeld Thomas Hardy's The Return of the Native geweigerd als een te scabreus werk. Matthew Arnold verliet het blad omdat hij ook meer omstreden zaken aan de orde wilde stellen.
In 1916 werd de oorspronkelijke uitgeverij Smith, Elder & Company overgenomen door het uitgeversbedrijf van John Murray en ging dus ook het blad in andere handen over. De publicatie werd voortgezet, met een onderbreking in de oorlogsjaren, tot 1975. Het werd na hervatting van de publicatie in 1944 omgezet in een kwartaalblad en bleef ook in de 20e eeuw werk publiceren van gereputeerde schrijvers als Arthur Conan Doyle, John Betjeman, Cecil Day-Lewis, Dervla Murphy en Evelyn Waugh.